# Пренчов
Пренчов (словац. Prenčov) — село в окрузі Банська Штявниця Банськобистрицького краю Словаччини. Станом на січень 2017 року в селі проживало 619 людей.

## Населення
| Рік:            | 1994. | 2004. | 2014.   | 2024.   |
| --------------- | ----- | ----- | ------- | ------- |
| Кількість осіб: | 625   | 625   | 664     | 614     |
| Різниця:        |       | +0 %  | +6,24 % | -7,53 % |

| Рік:            | 2023. | 2024.   |
| --------------- | ----- | ------- |
| Кількість осіб: | 625   | 614     |
| Різниця:        |       | -1,76 % |